# Rejo Sari (Tabir Ilir)
Rejo Sari is een bestuurslaag in het regentschap Merangin van de provincie Jambi, Indonesië. Rejo Sari telt 1025 inwoners (volkstelling 2010).